# 빈지태
빈지태(賓址泰, 1969년 4월 15일, 경상남도 함안군 ~ )은 대한민국의 제11대 경상남도의원, 제6대 경상남도 함안군의원이다.

## 학력
- 구혜국민학교 졸업
- 대산중학교 졸업
- 마산고등학교 졸업
- 경상대학교 경제학 학사 졸업

## 경력
- 민주노동당 중앙위원
- 전국농민회총연맹 함안군 농민회 대산면 회장
- 함안 민중연대 집행위원장
- 경상남도 도정모니티위원
- 국립농산물 품질관리원 농산물 명예감시원
- 2003 FTA 반대 투쟁으로 구속
- 2003 대산면 새마을지도자협의회 총무
- 함안군 농지관리위원 감시위원
- 함안군 명예 수질오염 감시위원
- 함안군 지역자율방재단원
- 2004 ~ 2005 대산면 장포마을 이장
- 대산농협 개혁추진위원
- ㈜동호전기 노동조합 교육부장
- 대산면 청년회 감사
- 2006.10 ~ 2008.12 전국농민회총연맹 상임집행위원
- 2006.10 ~ 2008.12 전국농민회총연맹 부산·경남연맹 사무처 처장
- 2010.07 민주평화통일자문회의 자문위원
- 2010.07 ~ 2014.06 제6대 경상남도 함안군의회 의원
- 2010.07 ~ 2012.07 제6대 경상남도 함안군의회 전반기 산업건설위원회 위원장
- 2010.07 ~ 2012.07 제6대 경상남도 함안군의회 전반기 예산결산특별위원회 위원
- 2012.07 ~ 2014.06 제6대 경상남도 함안군의회 후반기 의회운영위원회 위원
- 2012.07 ~ 2014.06 제6대 경상남도 함안군의회 후반기 산업건설위원회 위원장
- 2012.07 ~ 2014.06 제6대 경상남도 함안군의회 후반기 예산결산특별위원회 위원장
- 중증장애인 솔류션위원회 위원장
- 함안군 체육회 이사
- 칠서면 체육회 이사
- 함안군 농민회 감사
- 칠서면 산업폐기물반대추진위원회 행정자문위원
- 대산면 주민자치위원회 고문
- 대산면 청년회 상임위원
- 삼칠민속줄달리기 자문위원
- 함안군 농작물피해보상 심의위원
- 함안군 사회적기업 육성 심의위원
- 함안군 건축심의위원
- 함안군 교통정책심의위원
- ㈜동호전기 노동조합 대의원
- 칠서에이스아파트 분양대책위원회 사무국장
- 칠서에이스아파트를 사랑하는 모임 총무
- 대산면 새마을지도자협이회 총무
- 경상남도 무형문화재 제39호 함안농요 자문위원
- 에이스 산악회 회원
- 문재인 대통령 후보 경남도당 함안군 선거대책 공동본부장
- 함안군 무신생 연합회 회장
- 민주평화통일 대통령 자문위원
- 2018.07 ~ 2022.06 제11대 경상남도의회 의원
- 2018.07 ~ 2020.07 제11대 경상남도의회 전반기 농해양수산위원회 위원장
- 2018.07 ~ 2020.07 제11대 경상남도의회 전반기 예산결산특별위원회 위원
- 2020.07 ~ 2022.06 제11대 경상남도의회 후반기 기획행정위원회 위원
- 2020.07 ~ 2022.06 제11대 경상남도의회 후반기 예산결산특별위원회 위원
- 2021.02 ~ 2022.06 제11대 경상남도의회 후반기 더불어민주당 원내대표

## 수상
- 2011 경남시군의회의장협의회 지방의정봉사상

## 역대 선거 결과
|  | 18.81% |

|  | 21.96% |

|  | 28.11% |

|  | 49.81% |

|  | 38.64% |

|  | 34.91% |